# Archidiocèse de Karachi
L Archidiocèse de Karachi est une circonscription ecclésiastique de l’Église catholique au Pakistan. Séparé de Bombay et érigé comme diocèse en 1948 il fut élevé au rang d'archidiocèse deux ans plus tard (1950). Il a comme diocèses suffragants le diocèse de Hyderabad et le vicariat apostolique de Quetta. Il s’étend sur la ville de Karachi et les districts environnant de la province de Sindh. 

## Histoire
Aux XVIe et XVIIe siècles des missionnaires augustiniens et carmes font du travail d’évangélisation dans la région. 
Au XIXe siècle, la ville portuaire de Karachi se développant rapidement après l’arrivée des Anglais, les jésuites  y ouvrent le collège Saint-Patrick (1861), principalement fréquenté par des catholiques de Bombay ou de Goa installés à Karachi.
En 1932, le travail apostolique et d’évangélisation est confié aux franciscains. Après l’indépendance du Pakistan, la région est détachée de l’archidiocèse de Bombay, et le diocèse de Karachi est érigé (20 mai 1948). Deux ans plus tard, il devient archidiocèse (15 juillet 1950).

## Œuvres apostoliques
- A Karachi, se trouve l’unique grand séminaire du Pakistan, le séminaire du Christ-Roi.
- Outre le célèbre collège Saint-Patrick, l’archidiocèse a développé un réseau d’écoles et collèges (17 de langue anglaise et 46 de langue ourdoue), d’hôpitaux, orphelinats et autres institutions caritatives.
- Une congrégation religieuse féminine, les religieuses franciscaines missionnaires du Christ-Roi [FMCK] a été fondée à Karachi. Elle a étendu ses activités (hospices, écoles, orphelinats) en Inde et au Sri Lanka.
- L’archidiocèse publie un hebdomadaire en langue ourdoue Agahi (en français : Connaissance) et un autre, en anglais, le Christian Voice.

## Suffragants
Le vicariat apostolique de Quetta (Baloutchistan) et le diocèse de Hyderabad sont suffragants de Karachi.

## Évêques et archevêques de Karachi
- 1948-1958 : James Cornelius van Miltenburg OFM.
- 1958-1994 : Joseph Cordeiro, créé cardinal en 1973
- 1994-2002 : Simon Pereira, démissionnaire
- 2004-2012 : Evarist Pinto (en), démissionnaire
- 2012-2021 : Joseph Coutts, créé cardinal en 2018, démissionnaire
- depuis 2021 : Benny Mario Travas (de)